# Ioan Ploscaru
Ioan Ploscaru (Frata, 19 novembre 1911 – Lugoj, 31 luglio 1998) è stato un arcivescovo cattolico rumeno della Chiesa greco-cattolica rumena.

## Biografia
Monsignor Ioan Ploscaru nacque a Frata il 19 novembre 1911.

### Formazione e ministero sacerdotale
Frequentò le elementari nel villaggio natale e il Liceo San Basilio di Blaj. Nel 1929 conseguì il diploma. Compì gli studi per il sacerdozio all'Accademia teologica di Blaj.
Il 17 settembre 1933 fu ordinato presbitero da monsignor Valeriu Traian Frențiu. In seguito fu professore di religione a Brașov e poi parroco di Ocland, un villaggio all'epoca nel distretto di Odorhei e oggi in quello di Harghita. Nel 1936 venne inviato a studiare all'Università di Strasburgo. Nel 1938 si incardinò nell'eparchia di Lugoj. Rimase lì fino al 1939, quando andò all'Institut catholique di Parigi per preparare la sua tesi di dottorato. Nel maggio del 1940 le truppe tedesche invasero la Francia e il 6 giugno 1940 furono alle porte di Parigi. La Francia fu costretta a capitolare il 22 giugno. In queste circostanze, il giovane teologo Ioan Ploscaru lasciò Parigi in fretta e ritornò in patria. In seguito fu segretario dell'eparca, canonico e poi vicario generale.

### Ministero episcopale
Il 21 novembre 1948 papa Pio XII lo nominò vescovo ausiliare di Maramureș e titolare di Trapezopoli. Ricevette l'ordinazione episcopale in segreto il 30 dello stesso mese nella cappella della nunziatura apostolica di Bucarest dal vescovo di Savannah-Atlanta Gerald Patrick Aloysius O'Hara, reggente della nunziatura, coconsacrante l'arcivescovo metropolita di Bucarest Alexandru Theodor Cisar. Alla cerimonia era presente anche il futuro cardinale Guido Del Mestri, allora segretario di nunziatura.
Un giorno dopo, il 1º dicembre 1948, il regime comunista mise fuori legge la Chiesa greco-cattolica rumena. Monsignor Ploscaru venne arrestato senza mandato d'arresto il 29 agosto successivo e rimase sotto custodia cautelare fino all'8 dicembre dello stesso anno. Il 27 ottobre 1950 venne arrestato nuovamente e condotto nel carcere di Sighetu Marmației. Era vicino di cella di monsignor Anton Durcovici, morto il 10 dicembre 1951. Venne liberato nel 1955 e nuovamente arrestato il 15 agosto 1956, nell'ambito di una nuova campagna di arresti. Fu processato nel 1957 e condannato a un totale di 15 anni di carcere per tradimento e complotto contro l'ordine sociale. Nella sua autobiografia descrisse le atrocità e le torture subite. Venne rilasciato il 4 agosto 1964 dal carcere di Gherla dopo un'amnistia, in un gruppo comprendente tra gli altri, padre Pompeiu Onofreiu di Sibiu. Trovò lavoro ma venne costantemente perseguito fino al 1989. Nel 1975 era in preparazione un nuovo processo contro di lui ma le autorità comuniste vi rinunciarono. A causa del terrore comunista, monsignor Ploscaru non fu grado di operare come capo dell'eparchia di Lugoj fino alla fine del 1989.
Nel 1990, grazie a un accordo con il metropolita ortodosso Nicolae Corneanu, monsignor Ploscaru fu il primo vescovo a prendere possesso della sua cattedrale dalla fine del regime comunista. Come stabilito dalla legge, la cattedrale dello Spirito Santo di Lugoj e diverse altre chiese furono restituite alla Chiesa greco-cattolica rumena. Il 21 gennaio 1990 celebrò la sua prima messa nella cattedrale di Lugoj dopo le persecuzioni comuniste.
Il 14 marzo 1990 papa Giovanni Paolo II lo nominò eparca di Lugoj.
Il 20 novembre 1995 papa Giovanni Paolo II accettò la sua rinuncia al governo pastorale dell'eparchia e lo elevò alla dignità arciepiscopale.
Morì a Lugoj il 31 luglio 1998. È sepolto nella cripta della cattedrale dello Spirito Santo di Lugoj.

## Opere
- Lanțuri și teroare, Editura Signata, Timișoara, 1993, ISBN 973-551-028-6
- Catene e terrore. Un vescovo clandestino greco-cattolico nella persecuzione comunista in Romania, tradotto in italiano da Mariana Ghergu Giuseppe Munarini, a cura di Marco Dalla Tore, Edizioni Dehoniane, Bologna, 2013,[10], 480 pag. ISBN 9788810104897
- Biblia răspunde, (2ª edizione), Casa de Editură "Viața Creștină", Cluj, 1993
- Răstigniți cu Cristos, 1996 (ediția a III-a, Editura Helicon, Timișoara, 1999), ISBN 973-574-623-9
- Urmele lui Dumnezeu, (ediția a II-a, Editura Helicon, Timișoara, 1998), ISBN 973-574-471-6
- Icoana Maicii Sfinte de la Scăiuș, (ediția a III-a), Casa de Editură "Viața Creștină", Cluj, 2003
- Scurta istorie a Bisericii Romane, Editura "Galaxia Gutenberg", Targu Lapus, 2008, ISBN 978-973-141-095-1

## Genealogia episcopale
La genealogia episcopale è:
- Cardinale Scipione Rebiba
- Cardinale Giulio Antonio Santori
- Cardinale Girolamo Bernerio, O.P.
- Arcivescovo Galeazzo Sanvitale
- Cardinale Ludovico Ludovisi
- Cardinale Luigi Caetani
- Cardinale Ulderico Carpegna
- Cardinale Paluzzo Paluzzi Altieri degli Albertoni
- Papa Benedetto XIII
- Papa Benedetto XIV
- Cardinale Enrico Enriquez
- Arcivescovo Manuel Quintano Bonifaz
- Cardinale Buenaventura Córdoba Espinosa de la Cerda
- Cardinale Giuseppe Maria Doria Pamphilj
- Papa Pio VIII
- Papa Pio IX
- Cardinale Raffaele Monaco La Valletta
- Cardinale Francesco Satolli
- Cardinale Dennis Joseph Dougherty
- Vescovo Gerald Patrick Aloysius O'Hara
- Arcivescovo Ioan Ploscaru